# Ayman Odeh
Ayman Odeh (àrab: أيمن عودة, Ayman ʿAwda; hebreu: איימן עודה‎) (Haifa, 1 de gener de 1975) és un advocat i polític israelià d'origen palestí. És membre del Kenésset, el parlament israelià, i cap de la Llista Conjunta, l'aliança política de quatre partits: Hadaix, Balad, Llista Àrab Unida i Ta'al.

## Biografia
Ayman Odeh va créixer al barri de Kababir, a la ciutat de Haifa. Estudià en una escola cristiana on era l'únic nen musulmà, això no obstant, afirma haver transcendit les fronteres de la religió i l'ètnia. S'autodefineix com a socialista. Odeh està casat amb la doctora Nardine Aseli i té tres fills.

## Carrera política
Odeh va ser regidor a l'ajuntament de Haifa entre els anys 1998 i 2005, i després va esdevenir-ne secretari general el 2006. Va concórrer en el lloc 75 de la llista del partit en les eleccions de 2009, en les quals Hadaix va obtenir quatre escons. En les eleccions de 2013 va anar en el lloc 6 de la llista i Hadaix va revalidar els quatre escons.
Quan Mohammed Barakeh, llavors líder de Hadaix, va anunciar que dimitia poc abans de les eleccions de 2015, Odeh va ser triat com el nou líder del partit. En la carrera electoral, Hadaix es va unir a la Llista Conjunta, una aliança dels principals partits àrabs. La Llista Conjunta va col·locar Odeh al capdavant de la seva candidatura. Molts analistes van atribuir la unió dels partits polítics àrabs al carisma, a la moderació i al pragmatisme d'Odeh. Finalment, va ser elegit al parlament juntament amb 12 membres més de la Llista Conjunta, que va ser el tercer partit més votat d'Israel.
En una entrevista a The Times of Israel, Odeh va repassar l'agenda social de la Llista Conjunta, inclòs un pla de 10 anys per afrontar els assumptes pendents per al sector palestí: com l'ocupació femenina, la rehabilitació dels consells regionals, el reconeixement de les comunitats beduïnes no reconegudes del Nègueb, el transport públic en ciutats israelianes de majoria palestina i l'erradicació de la violència. També va afirmar donar suport al dret a l'autodeterminació del poble jueu a Israel, afegint que un Estat de Palestina hauria de complir aquest mateix paper per als palestins.
La campanya electoral d'Odeh per a les eleccions de març de 2015 va tenir el seu punt àlgid quan, en un debat televisat, Avigdor Lieberman, ministre d'Afers exteriors i cap de llista del partit d'extrema dreta Yisrael Beitenu, va cridar a Odeh «ciutadà palestí» i va afirmar que no era benvingut a Israel. Odeh va respondre: «sóc més que benvingut a la meva pàtria. Sóc part de la naturalesa, l'entorn, el paisatge», comparant el seu lloc de naixement a Israel amb el de Lieberman, que va emigrar de l'antiga Unió Soviètica als 21 anys. L'estil d'Odeh contrasta amb el de la seva companya de partit i membre del parlament Haneen Zoabi, molt més directa i polèmica. Odeh proclama la seva disposició a treballar conjuntament amb els jueus i cita sovint a Martin Luther King.

## Premis i reconeixements
- Llistat com un dels 100 principals pensadors globals per la revista Foreign Policy.[9][10]
- Llistat en el lloc número 9 del top 100 de persones influents per la revista The Marker l'any 2016.[11]
- Llistat en el top 100 de persones influents per la revista The Marker l'any 2017.[12]

## Opinions
Odeh afirma que en els seus anys de treball a l'ajuntament de Haifa ha aprés que àrabs i jueus han de treballar junts. Descriu Haifa com «la ciutat més liberal, multicultural i homogènia d'Israel».

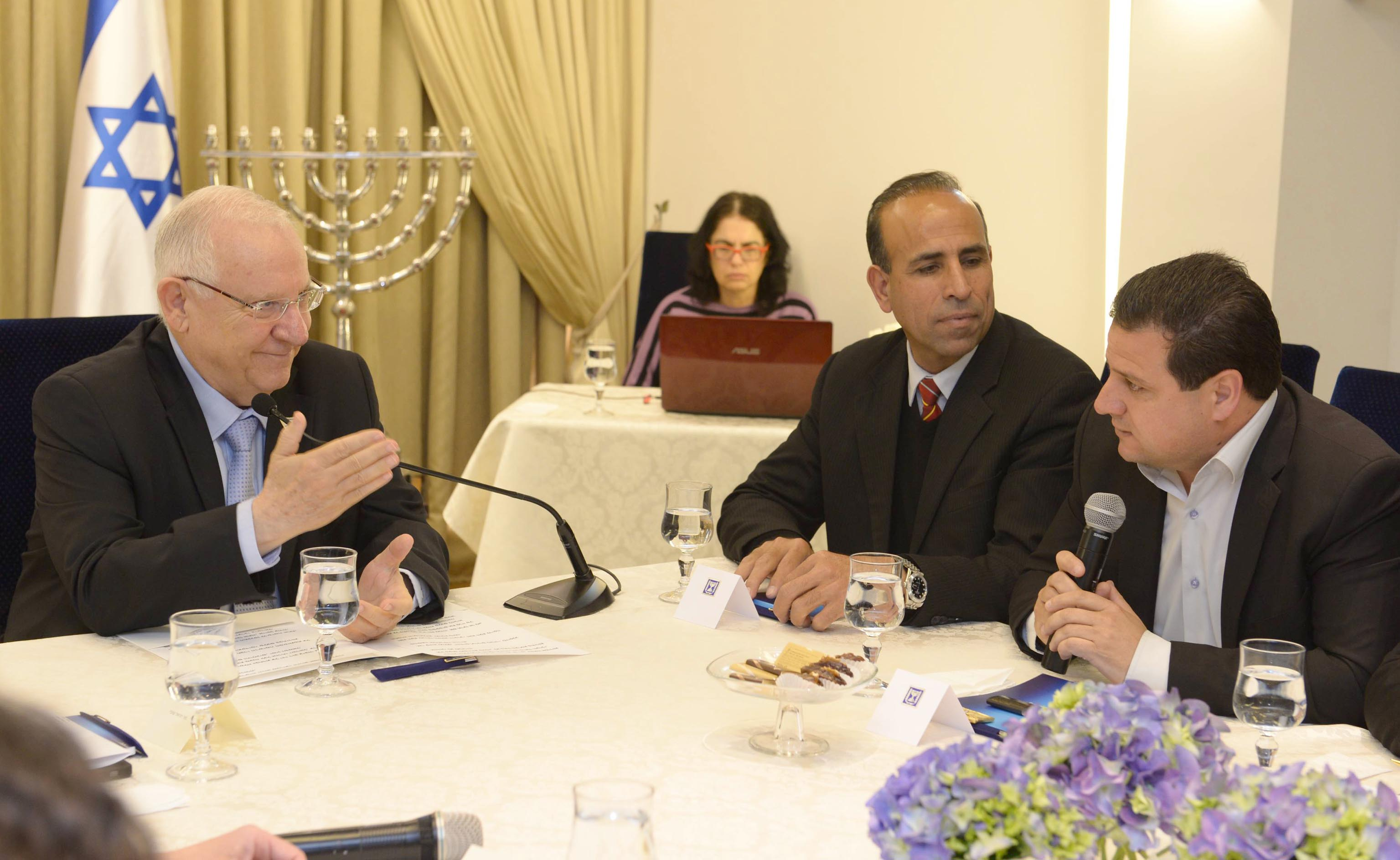
Ayman Odeh amb el President d'Israel Reuven Rivlin l'any 2015

Odeh també va expressar el seu suport a un major reconeixement de la cultura mizrahim i de la història dels jueus àrabs en un discurs àmpliament citat davant el ple del Kenésset el juliol de 2015, Ayman Odeh va argumentar que l'Estat d'Israel ha discriminat sistemàticament els jueus que van emigrar a Israel des de països àrabs i musulmans, suprimint d'una manera igualment sistemàtica la seva cultura (tot i que suposen la majoria de la població israeliana) per alimentar la idea d'una separació natural entre jueus i àrabs. També va argumentar que tant jueus com àrabs han oblidat el gran paper desenvolupat pels jueus en la conformació de la cultura àrab (inclosos jueus famosos com el rabí David Buzaglo, que va escriure en àrab la major part de la seva poesia religiosa jueva, o com altres jueus que van ser populars al món àrab a mitjans del segle xx, com Leila Mourad), a causa dels aspectes ideològics del conflicte arabo-israelià i del desig per part de les elits israelianes de mostrar una imatge occidental dels jueus i del país. Odeh va resumir la seva postura com segueix: «La cultura dels jueus de països àrabs i islàmics és una cultura jueva i àrab alhora. Per aquest motiu l'estat l'ha combatut, i també per això hem de lluitar per a enfortir-la».
Ayman Odeh afirma: «representem tots aquells que són invisibles en aquest país i els donem veu. També portem un missatge d'esperança per a totes les persones, no només les àrabs, les jueves també».
L'octubre de 2015, Odeh va donar suport a la «lluita palestina sense armes». Com a mostra de condemna als atemptats de Brussel·les del 22 de març de 2016, Odeh va declarar: «el DAESH és enemic de tota la humanitat».
El febrer de 2016, Odeh va valorar la possibilitat de dimitir del parlament israelià en protesta per una polèmica llei que habilitava la suspensió de l'escó a alguns diputats.

## Interrogatoris del Xin Bet
El servei d'intel·ligència interna d'Israel, el Xin Bet, ha interrogat Odeh en nombroses ocasions en el passat. Odeh va afirmar en una entrevista a The New Yorker: «el Xin Bet em va citar tres vegades més. Mai no em van copejar però van aconseguir que m'aïllés de les meves amistats, em vaig fer molt més introvertit i tenia la sensació de que el Xin Bet m'observava onsevulla que anés. Quan anava a l'estació d'autobusos i veia un tipus amb ulleres de sol, directament suposava que era del Xin Bet».

## Amenaces de mort

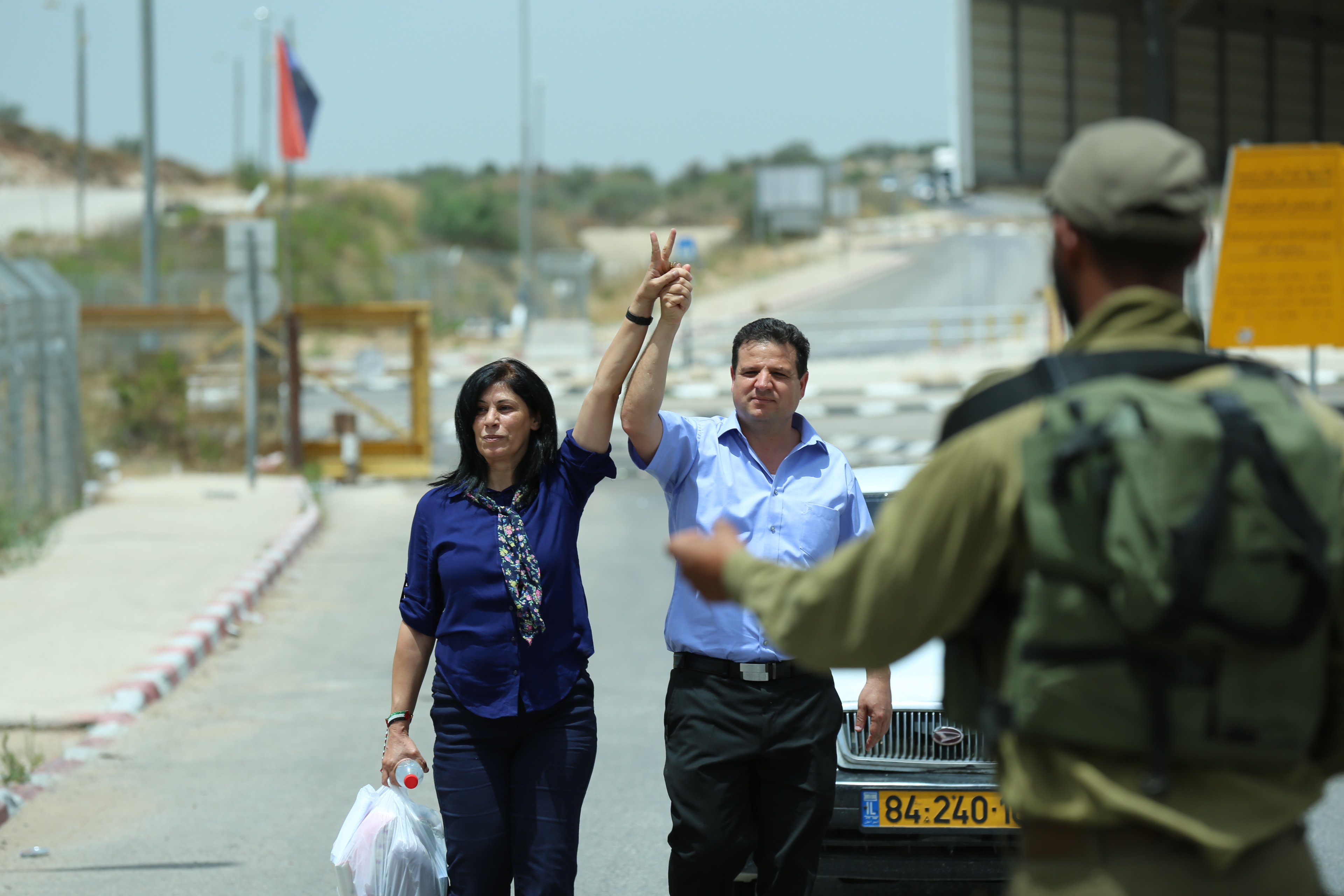
Ayman Odeh després de l'alliberament de la parlamentària palestina Khalida Jarrar

El febrer de 2016, la policia va detenir un activista d'extrema dreta per amenaçar de mort Odeh. El 18 de gener de 2017, Odeh va resultar ferit quan protestava contra la demolició del poble beduí d'Umm al-Hiran. Odeh va afirmar que l'havien disparat al cap amb una bala recoberta de goma. El rabí Arik Ascherman, que va estar present en l'incident, va escriure:
Jo vaig ser testimoni presencial de l'atac al parlamentari Ayman Odeh. Ell es va acostar a la policia amb les mans enlaire i va anunciar que era un membre del parlament. Els agents, sens dubte furiosos, i fins i tot més agressius de l'habitual perquè un agent amic seu havia estat copejat, van dir que els era igual. Van començar a empènyer i a copejar-nos. Alguns agents van començar a copejar amb els seus rifles. A mi i a molts altres ens van ruixar amb aerosol de pebre. Em retirava trontollant-me poc darrere de Odeh, amb les bales recobertes de goma xiulant al costat de les nostres oïdes. Un d'ells va disparar en l'esquena al parlamentari Odeh, que va caure al sòl.
La policia israeliana va declarar que havia estat copejat per pedres llançades per altres manifestants. Segons l'informe emès per l'Institut Forense Abu Kabir, després d'un examen realitzat pel doctor Maya Furman-Resnick, les ferides «eren compatibles» amb els danys causats per bales recobertes de goma, encara que «no és possible de concloure la forma dels objectes que les van causar, si bé la localització de les ferides i la seva forma podrien haver estat causades tal com Odeh explica». El ministre de Seguretat Pública, Gilad Erdan, va qualificar l'informe de justificació i va afirmar que Odeh era un «malfactor mentider que ha avivat les flames i que estava al capdavant d'un grup violent». La policia israeliana va negar qualsevol relació amb les lesions d'Odeh.